# Breviceps namaquensis
Breviceps namaquensis é uma espécie de anfíbio da família Microhylidae.
Pode ser encontrada nos seguintes países: África do Sul e possivelmente em Namíbia.
Os seus habitats naturais são: matagal árido tropical ou subtropical e costas arenosas.
Está ameaçada por perda de habitat.